# 長満寺 (愛知県幸田町)
長満寺(ちょうまんじ)は、愛知県額田郡幸田町深溝にある日蓮宗の寺院。山号は誉師山。開山は妙龍院日静。旧本山は大本山本圀寺(六条門流)。莚師法縁。通称三河長満寺。塔頭として松林寺、本隆寺がある。

## 歴史

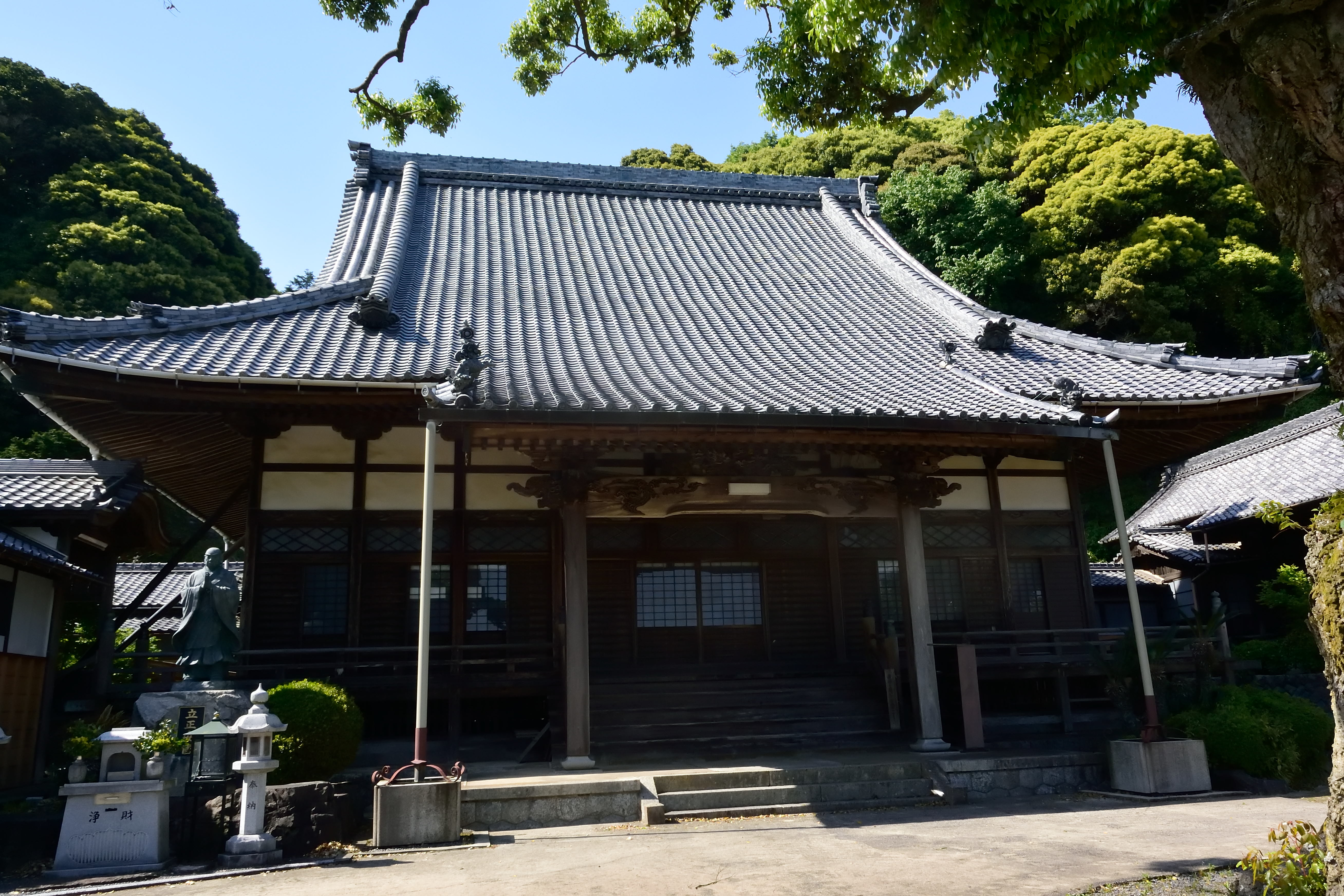
本堂

正慶元年（1332年）、深溝城主大庭朝満が妙龍院日静に願い出て、当地に法華堂を建立。 興国5年（1344年）、長満寺と改める。
小浜長源寺、尼崎長遠寺と共に、六条門流三長の一寺。

## 旧末寺
日蓮宗は昭和16年に本末を解体したため、現在では、旧本山、旧末寺と呼びならわしている。
- 大東山松林寺（額田郡幸田町深溝誉師）塔頭
- 源光山本隆寺（額田郡幸田町深溝字松井）塔頭
- 大寶山長久寺（額田郡幸田町大字上六栗字中切り）
- 本有山圓性寺（額田郡幸田町深溝字恋沢）
- 法光山浄圓寺（額田郡幸田町逆川大坪）
- 妙光山岩松寺（額田郡幸田町大字桐山字南屋敷）
- 妙経山正法寺（蒲郡市相楽町西川）
- 清瀧山妙厚寺（蒲郡市西浦町空ケ谷）
- 龍光山圓融寺（西尾市吉良町大字宮迫字四反田）

## 文化財

##### 幸田町指定文化財
- 絹本著色法華経絵曼荼羅
- 絹本著色鬼子母神十羅刹女像　室町時代
- 三十番神御社棟札　正慶元年
- 紙本墨書日蓮聖人真蹟一代五時図断片
- 紙本墨書日蓮聖人真蹟一行断片　鎌倉時代
- 紙本墨書日静曼荼羅本尊2幅　室町時代

## その他
当山は莚師法縁(隆源会)の縁頭寺である。尚、縁祖隆源院日莚(身延山29世)の墓所は秋田久城寺にある。

## 所在地
愛知県額田郡幸田町深溝誉師16

## 交通アクセス
- JR東海東海道線三ケ根駅から徒歩15分